# Lajer (Tukdana)
Lajer is een bestuurslaag in het regentschap Indramayu van de provincie West-Java, Indonesië. Lajer telt 4294 inwoners (volkstelling 2010).